# Obergurig
Obergurig (hornolužickosrbsky Hornja Hórka) je obec v Horní Lužici v německé spolkové zemi Sasko. Nachází se v zemském okrese Budyšín a má přibližně 2 000 obyvatel.

## Geografie
Obec se nachází v historickém regionu Horní Lužice a náleží k lužickosrbské oblasti osídlení. Leží asi 4 kilometry jižně od okresního města Budyšín na okraji Šluknovské pahorkatiny. Obergurigem protéká řeka Spréva a prochází zrušený úsek železniční trati Budyšín – Bad Schandau s nádražím v místní části Singwitz. Nejvyšším bodem je Mönchswalder Berg (447 m) na jihu.

## Historie

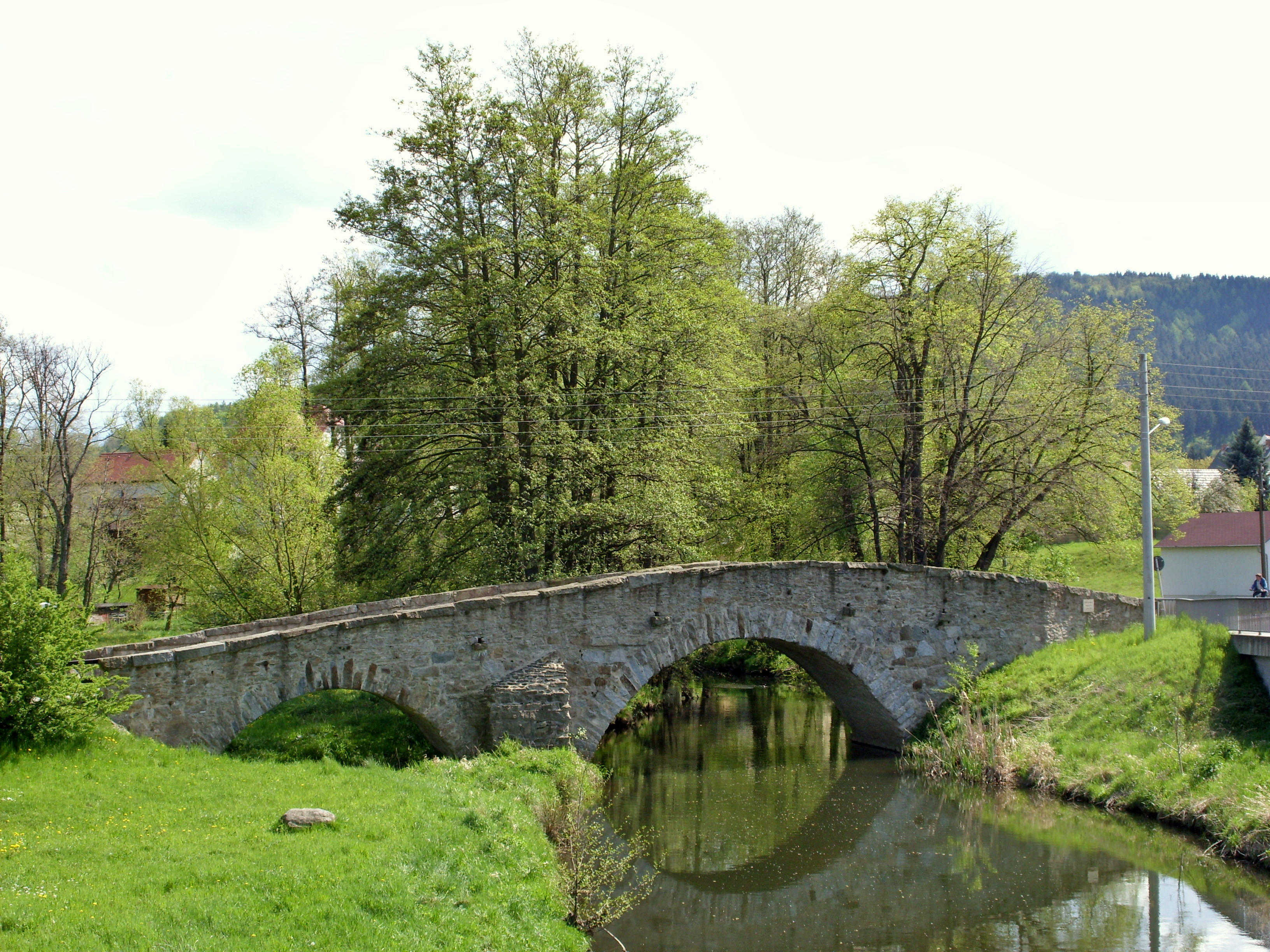
Český most na staré obchodní stezce z Budyšína do Prahy

Obergurig je prvně zmiňován roku 1272 jako Goric, případně Goreke. Název pochází z hornolužického slova hórka (starosrbsky gorka), které značí kopec či vrch, Obergurig tedy znamená „horní ves na kopci“.
Vesnice vznikla při České stezce, která vedla z Budyšína přes Obergurig, Kirschau, Schirgiswalde, Sohland, Šluknov, Rumburk, Jiřetín pod Jedlovou a Českou Lípu do Prahy a představovala významné dopravní spojení mezi Horní Lužicí a Čechami. Obchodní stezka v místech tzv. Daniborova brodu v Kleindöbschütz, dnešní části Obergurigu, překračovala Sprévu. Později byl v místě brodu postaven dřevěný most, který byl po roce 1724 nahrazen dvouobloukovým kamenným mostem, zvaným Český most (Böhmische Brücke).
Obec Obergurig vznikla 1. července 1950 sloučením do té doby samostatných obcí Großdöbschütz, Mönchswalde a Singwitz.

## Správní členění
Obergurig se dělí na 7 místních částí:
- Großdöbschütz (Debsecy) – 226 obyvatel
- Kleindöbschütz (Małe Debsecy) – 212 obyvatel
- Lehn (Lejno) – 68 obyvatel
- Mönchswalde (Mnišonc) s vsí Kleinboblitz (Małe Bobolcy) – 192 obyvatel
- Obergurig (Hornja Hórka) – 487 obyvatel
- Schwarznaußlitz (Čorne Noslicy) – 291 obyvatel
- Singwitz (Dźěžnikecy) – 614 obyvatel

## Pamětihodnosti
- Český most – kamenný most přes Sprévu z roku 1724
- bývalý rytířský statek s panským dvorem
- památník obětem první světové války
- železniční most přes Sprévu z let 1876–1877

## Osobnosti
- Jan Michał Budar (1713–1789) – držitel rytířského statku, právník
- Adolf Fischer-Gurig (1860–1918) – malíř